# Naruto: Batalla ninja a la Terra de la Neu!
Naruto: Batalla ninja a la Terra de la Neu! (劇場版 NARUTO 大活劇! 雪姫忍法帖だってばよ!!, Gekijō-ban Naruto: Daikatsugeki! Yukihime Ninpōchō Dattebayo!!) és una pel·lícula d'anime d'acció i fantasia del 2004 basada en el manga i l'anime Naruto de Masashi Kishimoto. Es va estrenar al Japó el 21 d'agost de 2004. La pel·lícula està ambientada després de l'episodi 101. La cançó final Home Sweet Home és interpretada per Yuki Isoya. Va sortir a la venda doblada i subtitulada en català per primer cop el 24 de maig de 2023.
A la pel·lícula, Naruto Uzumaki i el seu equip ninja treballen en una missió de guardaespatlles per protegir la princesa Yukie Fujikaze, que es fa passar per una actriu de cinema.
La pel·lícula va recaptar 11,1 milions de dòlars i va rebre crítiques generalment positives per l'enfocament en l'animació i per les seqüències d'acció ben executades, malgrat que el personatge de Yukie Fujikaze sovint es va considerar el personatge menys interessant.

## Doblatge
| Personatge          | Japonès           | Català          |
| ------------------- | ----------------- | --------------- |
| Naruto Uzumaki      | Junko Takeuchi    | David Jenner    |
| Sasuke Uchiha       | Noriaki Sugiyama  | Héctor García   |
| Sakura Haruno       | Chie Nakamura     | Nerea Alfonso   |
| Kakashi Hatake      | Kazuhiko Inoue    | Toni Mora       |
| Sōsetsu Kazahana    | Hidehiko Ishizuka | Josep Maria Mas |
| Yukie Fujikaze      | Yūko Kaida        | Núria Trifol    |
| Nadare Rōga         | Hirotaka Suzuoki  | Daniel Albiac   |
| Sandayū Asama       | Ikuo Nishikawa    | Xavier Martin   |
| Fubuki Kakuyoku     | Jun Karasawa      | Glòria Cano     |
| Mizore Fuyukuma     | Holly Kaneko      | Francesc Pujol  |
| Dotō Kazahana       | Tsutomu Isobe     | Ramon Canals    |
| Director Makino     | Chikao Ōtsuka     | Lluís Marco     |
| Ajudant de direcció | Akimitsu Takase   | Iván Cánovas    |
| Kin/Buriken         | Yutaka Nakano     | Artur Rius      |
| Hidero              | Kan Tanaka        | Mark Ullod      |
| Michy               | Tōru Furusawa     | Francesc Pujol  |